# 두 국가 이론
두 국가 이론(Two Nation Theory)은 인도의 분할 이전의 인도 제국에는 힌두교도와 무슬림, 두 개의 국민 정체성이 있어서 각각 따로 나라를 세워야 한다는 이론이다. 인도의 분할에 따라 파키스탄이 양쪽에 영토를 가진 국가로 분리된 후, 궁극적으로 파키스탄은 동서화합에 실패하여 방글라데시 독립 전쟁을 거쳐 방글라데시가 따로 독립해서 3개의 나라가 생기게 되었다. 오늘날에도 두 국가 이론에 대한 논쟁이 있다.

## 같이 보기
- 인도 분할에 대한 반대
- 인도 분할
- 인도의 재통일